# Trout Lake (Washington)
Pour les articles homonymes, voir Trout Lake.
Trout Lake est une localité américaine située dans le comté de Klickitat, dans l'État de Washington.